# Trumpler 15
Trumpler 15 (również Collinder 231) – młoda gromada otwarta znajdująca się w mgławicy Carina w konstelacji Kila w odległości około 8000 lat świetlnych od Ziemi. Została skatalogowana przez Roberta Trumplera w jego katalogu jako Trumpler 15.
W gromadzie Trumpler 15 jest wyraźnie zauważalny deficyt promieniowania rentgenowskiego. Wskazuje to na to, że najmasywniejsze gwiazdy gromady uległy już samozniszczeniu wybuchając jako supernowe.